# Colobothea hieroglyphica
Colobothea hieroglyphica es una especie de escarabajo longicornio del género Colobothea, categorizada en la tribu Colobotheini, de la subfamilia Lamiinae. Fue descrita por Schönherr en 1817.

## Descripción
Mide 10-12 mm de longitud.

## Distribución
Se distribuye por Brasil y Guayana Francesa.